# Odilo Burkart

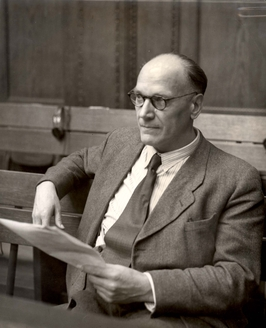
Odilo Burkart während des Flick-Prozesses am 23. April 1947

Odilo Burkart (* 28. August 1899 in Riedlingen; † 29. April 1979 in München) war Generalbevollmächtigter bei Friedrich Flick, Wehrwirtschaftsführer und Angeklagter im Flick-Prozess des Nürnberger Tribunals.

## Biografie
Burkart entstammte einer Familie, die zum politischen Katholizismus gezählt werden kann. Zwei seiner Schwestern wurden Ordensschwestern. Sein Taufpate Adolf Gröber zählte zu den bedeutenden Zentrumspolitikern in Deutschland. Weiterhin handelt es sich beim Maler Albert Burkart um einen Bruder von Odilo Burkart.
Nach dem Abitur 1917 in Rottweil begann er sein Jurastudium in Tübingen und wurde aktives Mitglied der katholischen Studentenverbindung KStV Alamannia im KV. Am Schluss des Krieges wurde er noch für sechs Monate zum Kriegsdienst eingezogen und konnte anschließend das Jurastudium fortsetzen. In Tübingen promovierte er zum Dr. iur. mit dem Thema Der Parlamentarismus in Württemberg. Danach studierte Burkart in Berlin und dann in München, auch dort wurde er jeweils Mitglied von Verbindungen des KV, in Berlin bei der Askania (jetzt KStV Askania-Burgundia) und in München beim KStV Ottonia. In München wurde er 1922 zum Dr. rer. pol. promoviert.
Burkart arbeitete nach seinem Studium als Kaufmann in Paruschewitz (Oberschlesien), das 1922 an Polen gefallen war. 1927 wurde er in Gleiwitz Leiter der volkswirtschaftlichen Abteilung in der Oberschlesischen Eisenindustrie AG, erhielt 1931 Prokura und wurde 1934 Verkaufsleiter.
1933 trat er in den Stahlhelm ein und als dieser in die Sturmabteilung (SA) überführt wurde, erklärte er nach eigenen Angaben seinen Austritt, der 1936 genehmigt wurde.
Burkart war verheiratet, aus der Ehe ging eine Tochter hervor.

## Flick-Konzern
Im April 1936 holte ihn Friedrich Flick in die Konzernzentrale nach Berlin und er wurde zum Nachfolger vom Vorstandsmitglied Hermann Terberger in den Mitteldeutschen Stahlwerken, der zur Maxhütte in den dortigen Vorstand wechselte. Burkart war bei Flick zuständig für die Stahlgruppe des Konzerns und die Rüstungserweiterung in diesem Bereich. Als Otto Steinbrinck 1938 aus dem Vorstand zurücktrat, wurde er stellvertretender Vorstandsvorsitzender bei Mittelstahl und übernahm dessen Zuständigkeitsbereich für Braunkohle.
Als Generalbevollmächtigter bei Flick war er zuständig für Eisen, Stahl und Braunkohle. Er handelte mit dem Oberst Hermann von Hanneken, der für die Kontingentierung von Rohstahl von Hermann Göring eingesetzt wurde, einen Kompromiss aus, wodurch einerseits die Flick-Unternehmen mehr Stahl produzieren konnten, die Hanneken dringend für die Rüstungsproduktion benötigte. Andererseits durfte er mehr Stahl auswalzen und die Gewinnsituation der Flick-Betriebe wurde verbessert. Auf der Verbandsebene der Eisenwirtschaft blockte er Umverteilungen der Rohstahl-Kontingente zuungunsten von Flick erfolgreich ab. 1940 wurde er zum Wehrwirtschaftsführer ernannt.
Zug um Zug wurde er zu einem der wichtigsten Führungskräfte von Flick und zog in Aufsichts- und Beiräte des Konzerns ein: Sächsische Stahlwerke Döhlen (Freital), Anhaltische Kohlenwerke, Hochofenwerk Lübeck, Maxhütte, Rombacher Hüttenwerke, Brandenburger Eisenwerke (Brandenburg an der Havel) und Spandauer Stahlindustrie.

## Nach 1945
Nach dem Ende des Zweiten Weltkriegs wurde er am 5. Dezember 1945 von den Sowjets verhaftet, diese ließen ihn jedoch wieder frei. Danach wurde Burkart vor ein amerikanisches Militärtribunal für seine angebliche Beteiligung am Sklavenarbeitsprogamm angeklagt und am 22. Dezember 1947 freigesprochen.
Sofort danach stellt er sich Friedrich Flick, der noch bis 1950 inhaftiert war, zur Verfügung.
1949 wurde er wieder Vorstandsmitglied in der Maxhütte und 1955 deren Vorstandsvorsitzender. Burkart gehörten die Alumetall GmbH und seit 1958 die Express Werke in Nürnberg. Als sich im Jahre 1959 die Auto Union GmbH entschied, ihre Zweiradproduktion zu verkaufen, erwarb er diese und vereinigte die Firmen Viktoria, Express und DKW zur Zweirad Union.
Burkart war nach dem Krieg lange Zeit Aufsichtsratsvorsitzender der Stahlwerke Südwestfalen AG in Siegen und bei der Vogtländischen Baumwollspinnerei in Hof. Er war ferner Mitglied im Präsidium der bayerischen Industrie, des Wittelsbacher Ausgleichsfonds und im Vorstand des Deutschen Museums.

## Auszeichnungen
Burkart war Ehrenbürger von Riedlingen und Ehrensenator der Technischen Universität München. Ihm wurden das Große Bundesverdienstkreuz mit Stern, das Große Silberne Ehrenzeichen für Verdienste um die Republik Österreich, die Große Staatsmedaille des Freistaats Bayern, der Bayerische Verdienstorden und der Päpstliche Silvesterorden verliehen.